# Madre de Dios (distrito)
Madre de Dios é um distrito do Peru, departamento de Madre de Dios, localizada na província de Manu.

## Transporte
O distrito de Madre de Dios é servido pela seguinte rodovia:
- PE-5S, que liga o distrito de Chanchamayo (Região de Junín) Fronteira Bolívia-Peru (em Puerto Maldonado) - no distrito de Tambopata (Região de Madre de Dios)
- MD-100, que liga o distrito de Inambari à cidade de Fitzcarrald
- MD-101, que liga o distrito de Tambopata à cidade de Fitzcarrald